# Laihia
Laihia (finnisch; schwedisch Laihela) ist eine Gemeinde in der westfinnischen Landschaft Österbotten. Sie liegt rund 25 Kilometer südöstlich der Stadt Vaasa im Küstenhinterland. Im Gegensatz zu den meisten Gemeinden Österbottens ist Laihia ausschließlich finnischsprachig.
Laihia ist in ganz Finnland für den sprichwörtlichen Geiz seiner Bewohner bekannt und Gegenstand zahlloser Witze. Die Gemeinde hat einen recht zwangloses Verhältnis zu ihrem Ruf und unterhält sogar ein Geizmuseum.
Ein Großteil der Gemeindefläche wird von Feldern eingenommen, insgesamt gab es im Jahr 2005 nicht weniger als 469 landwirtschaftliche Betriebe in Laihia. Anders als in den meisten finnischen Gemeinden gibt es in Laihia nicht einen See.
Die Gemeinde Laihia wurde als eigenständiger Kirchspiel bereits 1576 aus Teilen von Isokyrö und Mustasaari gebildet. Die heutige Gemeinde umfasst neben dem Kirchdorf Laihia die Orte Alapää, Alho, Allinen, Aronkylä, Hulmi, Isokylä, Jakkula, Jokikylä, Jokiperä, Jokisalo, Jukaja, Kasinkylä, Keskikylä, Kumaala, Kupparla, Kylänpää, Käyppälä, Lounaala, Lyyskilä, Maunula, Miettylä, Nikkari, Peltomaa, Perälä, Poola, Pukkala, Päkki, Ratikylä, Ruto, Santaloukko, Suorttila, Torstila, Tyllijoki, Valjoo, Vedenoja und Yrjäälä.

## Partnerschaften
- Trysil (Norwegen)
- Kil (Schweden), seit 1974
- Svinninge (Dänemark), seit 1976
- Tõrva (Estland), seit 1990

## Persönlichkeiten
- Juho Alasaari (* 2003), Stabhochspringer